# ناقل عام

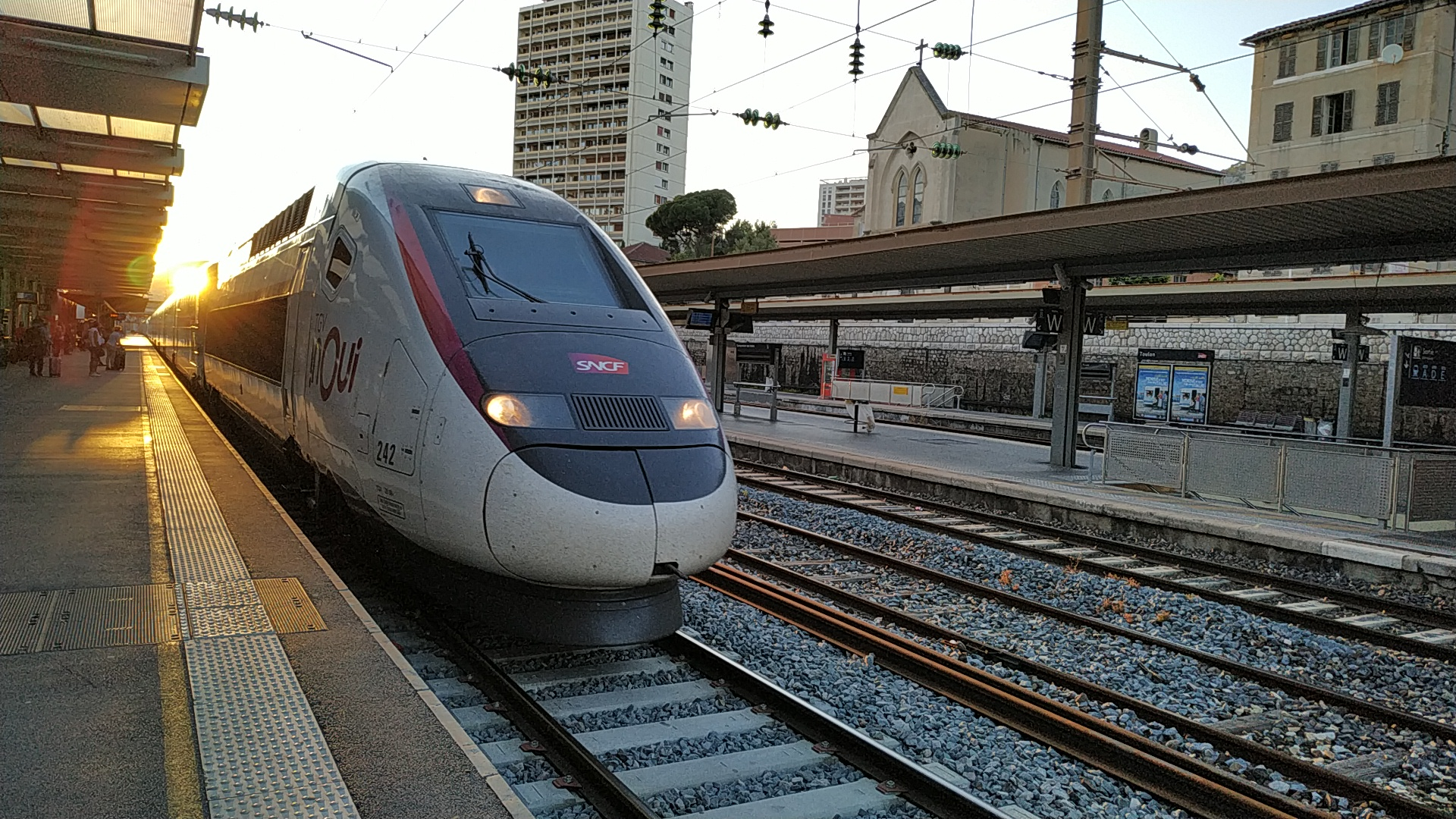

الناقل العام أو الحامل المشترك في بلدان القانون العام (ويقابل الناقل العام في نظم القانون المدني، وعادة ما يسمى ببساطة الناقل) هو الشخص أو الشركة التي تنقل البضائع أو الناس لأي شخص أو شركة والمسؤول عن أي خسارة محتملة من البضائع أثناء النقل. تقدم شركة النقل العام خدماتها إلى عامة الجمهور بموجب ترخيص أو سلطة تقدمها هيئة تنظيمية. وعادة ما تمنح الهيئة التنظيمية «سلطة وزارية» بموجب التشريع الذي أنشأها. ويجوز للهيئة التنظيمية أن تخلق وتفسر وتنفذ أنظمتها على الناقل العام (الخاضع للمراجعة القضائية) باستقلالية ونهائية، طالما أنها تعمل في حدود التشريع التمكيني.
يتميز الناقل العام عن الناقل التعاقدي والذي هو ناقل ينقل البضائع لعدد معين فقط من العملاء ويمكنه أن يرفض نقل البضائع لأي شخص آخر، ومن الناقل الخاص. الناقل العام يقدم الخدمة للجمهور دون تمييز (لتلبية احتياجات الدور شبه القضائي للجهة القضائية من الحياد نحو مصلحة الجمهور) من أجل «الملاءمة والضرورة العامة». ويتعين على الناقل العام (المشترك) أن يثبت للجهة التنظيمية أنه «ملائم، ومستعد، وقادر» على تقديم الخدمات التي منحتها له السلطة. وعادة ما تنقل شركات النقل العام الأشخاص أو السلع وفقا لمسارات محددة ومنشورة، وجداول زمنية، وجداول أسعار بناء على موافقة الهيئات الرقابية.